# Abia antennata
Abia antennata är en stekelart som beskrevs av Kangas 1946. Abia antennata ingår i släktet Abia, och familjen klubbhornsteklar. Arten har ej påträffats i Sverige.